# جامع خداوندكار
جامع خداوندكار أو جامع مراد الأول، (بالتركية: Hüdavendigar Camii)‏ هو مسجد تاريخي في مدينة بورصة، تركيا، بناه السلطان العثماني مراد الأول بين عامي 1365-1385 وسُمي باسم السلطان مراد نفسه. دخل في إطار تجديد واسع النطاق في أعقاب زلزال مدينة بورصة عام 1855م.

## معرض صور

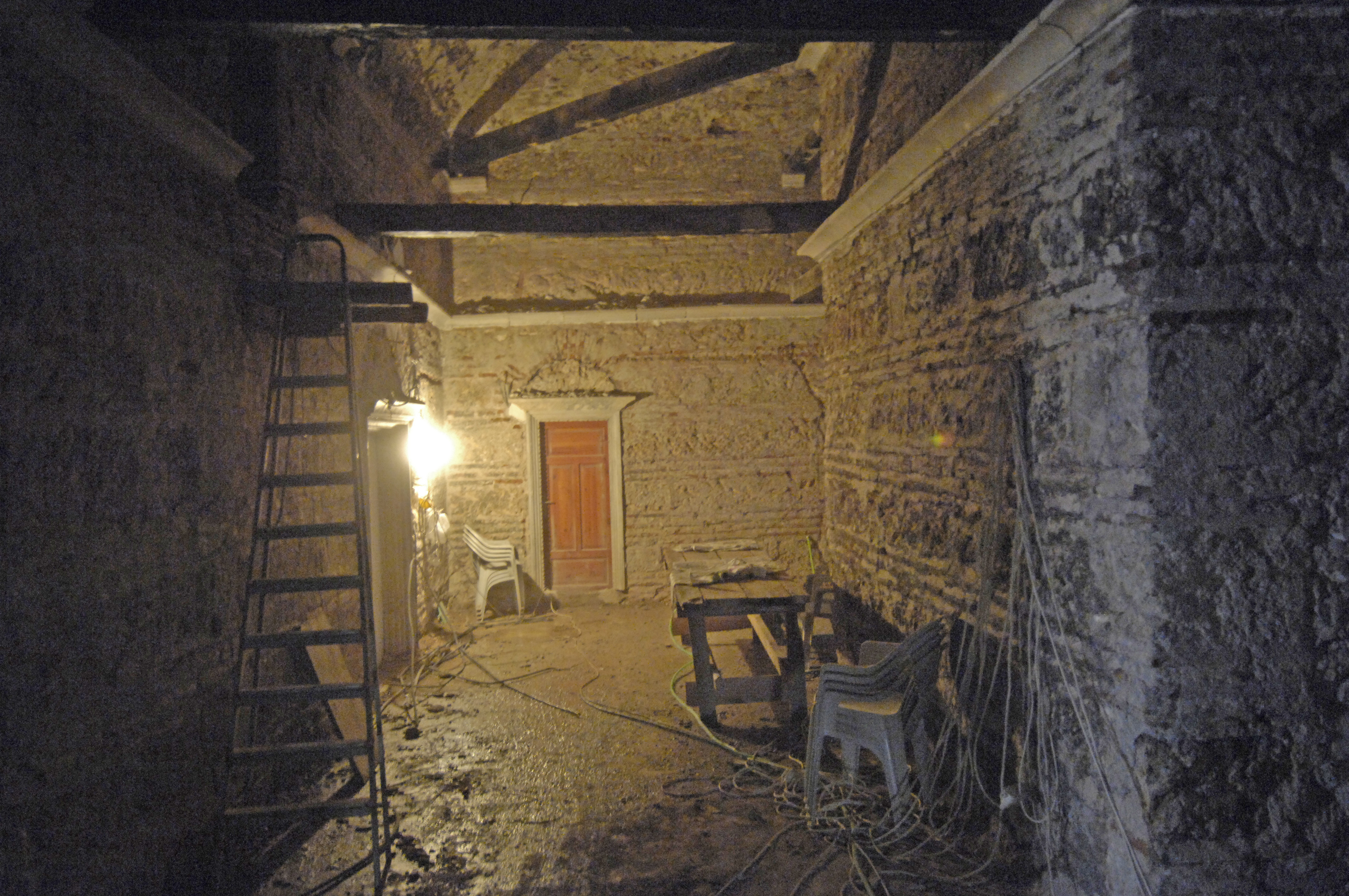
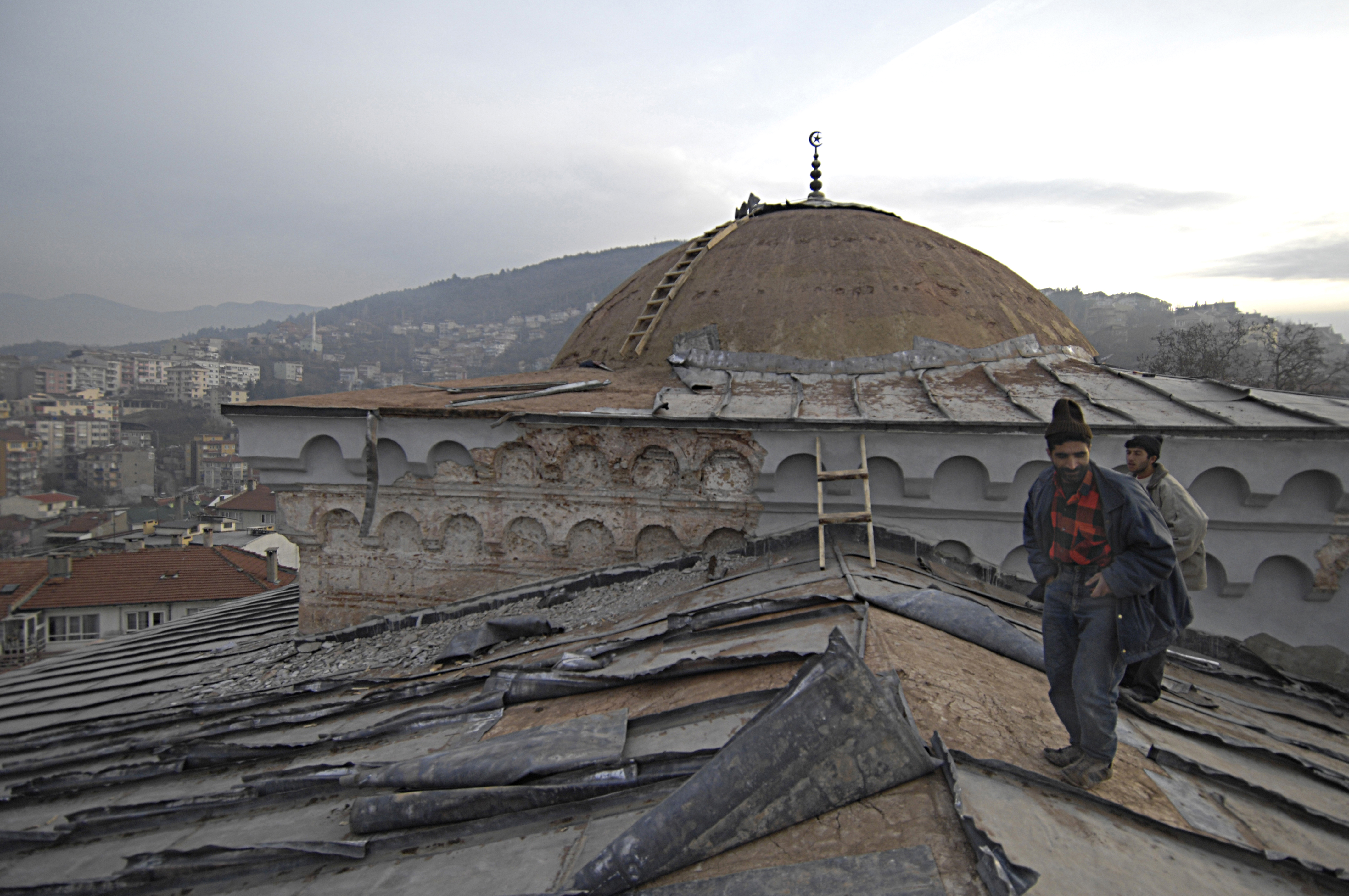
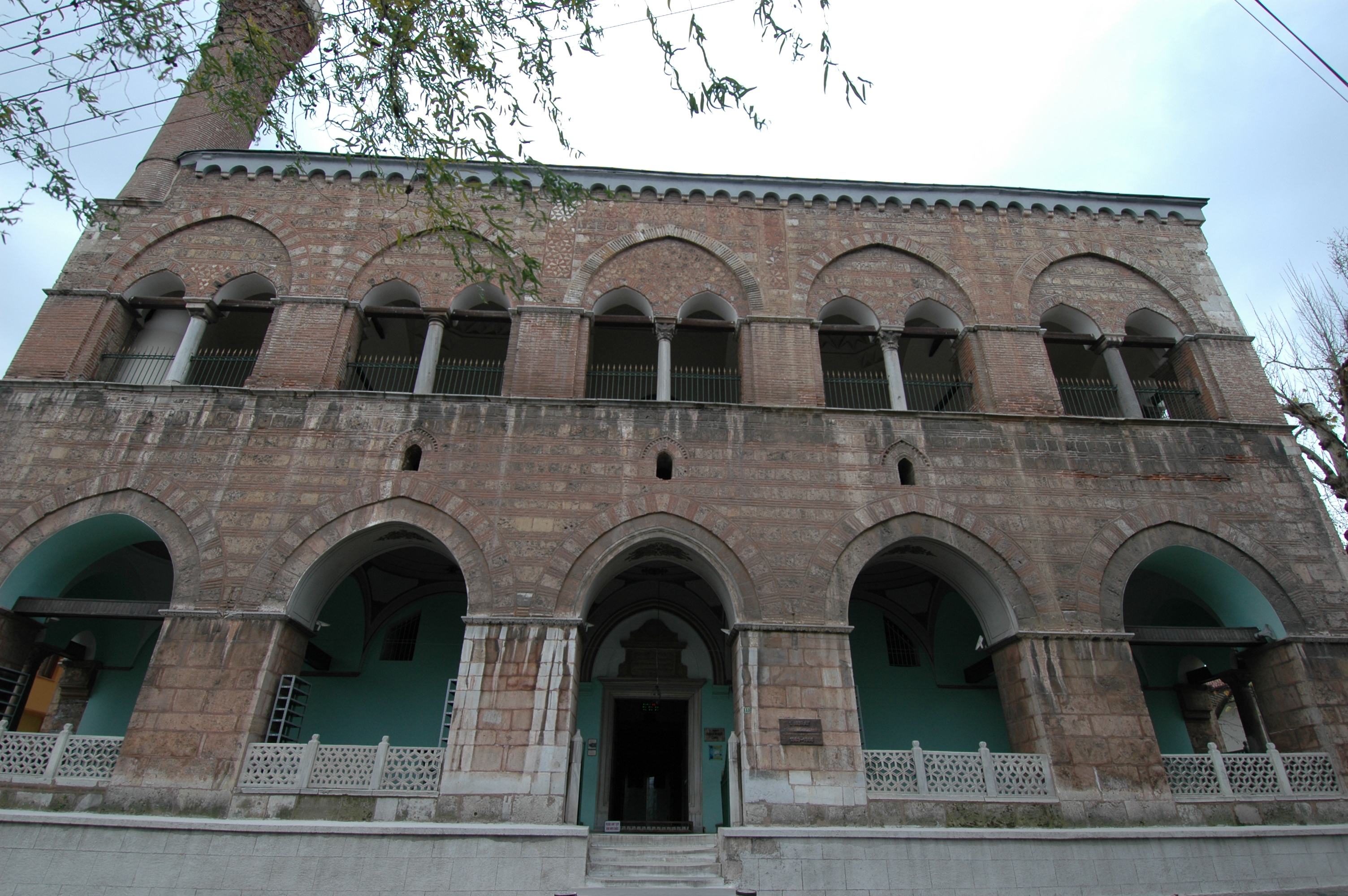
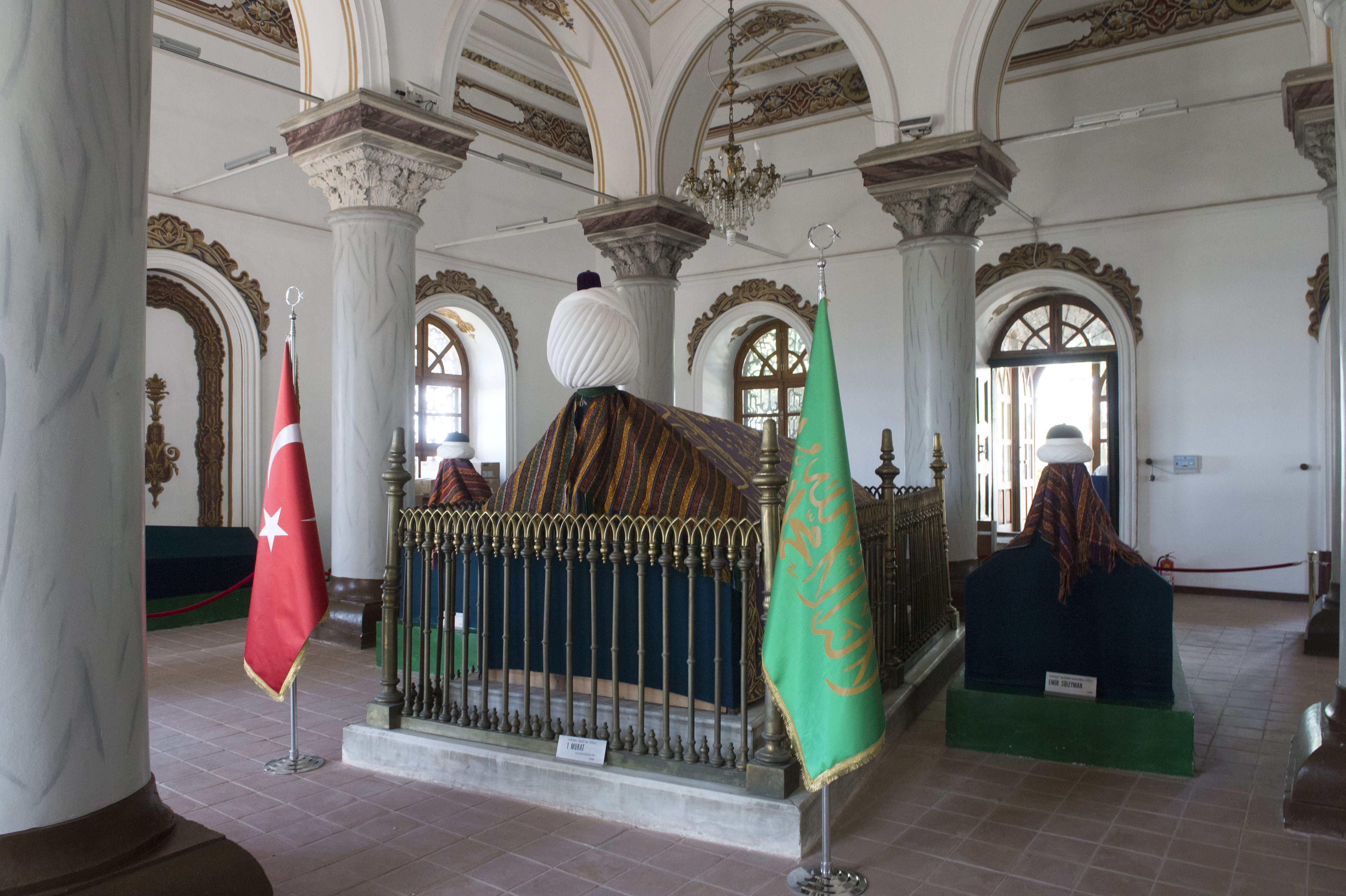
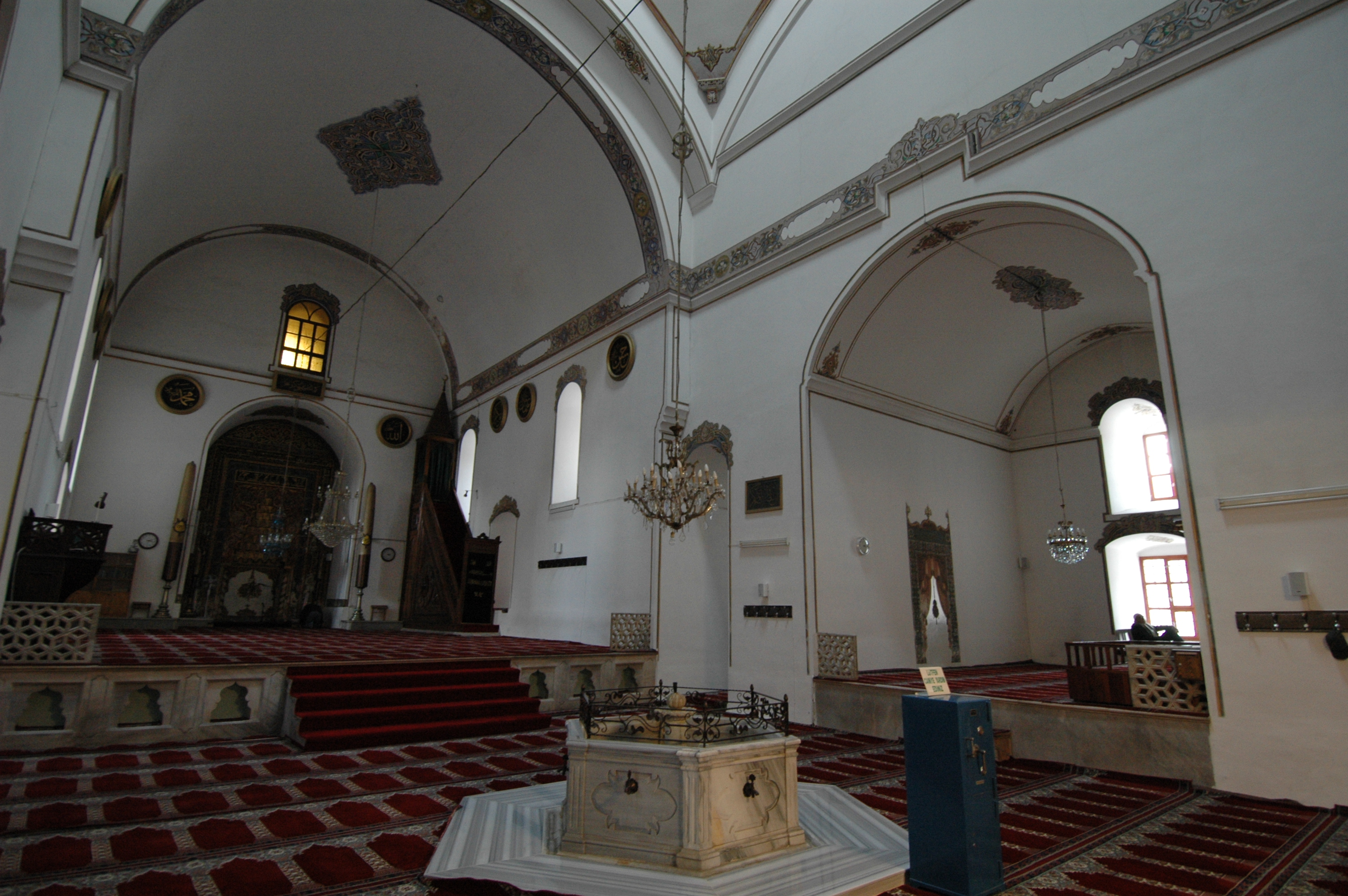